# Стафордширски бултериер
Стафордширският бултериер (на английски: Staffordshire Bull Terrier) е средно на ръст куче, родоначалник на който е стара порода позната като „бикоборци“. В първата половина на XX век породата се развива и е приета от Кенел клуба на Обединеното кралство под името Стафордширски бултериер. Това е английска порода свързана с бултериера и по-големите му братовчеди Американския стафордширски териер и Американския питбул териер.

## Описание
Стафордширският бултериер е средно на ръст куче, набито, мускулесто с атлетични заложби. Притежава широка глава, оформени гръдни мускули, къса муцуна, тъмни кръгли очи, широка уста с „ножична“ захапка. Ушите са малки, мускулите на челюстите добре изявени, а устните им показват склонност да не пускат.
Стафордширският бултериер се среща в следите разцветки – черно, червено, пъстро, синьо, бежово и вариации от техните съчетания

### Нрав
Въпреки индивидуалните различия в личността съществуват отличителни черти, важащи за всички стафордшири. Поради селекцията сегашното куче е познато със своя неотстъпващ кураж, интелигентност и издръжливост. Това съчетано с привързаността към приятелите му (особено деца), спокойствие и доверима стабилност го прави много комплексно куче, което може да се използва за различни цели. Казано е – ”Никоя порода не е толкова привързана към семейството”.
Породата е естествено мускулеста и може да изглежда дори заплашително. Поради своята вродена привързаност към човека повечето стафордшири се използват като пазачи или в тренировки за нападение на други кучета. Използва се чувството им за съхранение на собственика (водачът на глутницата), дори с цената на собствения им живот.
Стафордширският бултериер е в Топ 10 на породите, които са най-подходящи за семейства и особено деца, според доклад изготвен и публикуван от Southampton University през 1996 г. Малките на Стафордширския бултериер са много податливи на домашна дресировка.

### Пресата и лошото поведение
Откакто законът ”UK Dangerous Dogs” (опасни кучета в Обединеното кралство) прави незаконно притежаването на порода като питбул териера, пресата отразява много случаи на атаки от страна на Стафордширски бултериери или кръстоски върху деца, възрастни и домашни любимци. Създава се опасение, че „преименуването“ от питбул на стафордшир, ще доведе до предотвратяване на съдебно преследване. Също така описанието „кръстоска със Стафордширски бултериер“ често се използва за кучета като Американския питбул териер.
Марк Евънс (известен ветеринар) казва: ”Стафордширите имат лоша репутация в пресата, но това не е само тяхна заслуга -- всъщност те са прекрасни кучета. Ако хората си мислят, че стафордширите имат проблем, те гледат в грешната посока за същността на кучето. Когато са добре гледани и правилно възпитавани, те се превръщат в прекрасна компания. Нашият опит говори, че проблемът идва от лоши собственици, които експлоатират желанието на кучето да задоволи изискванията им по време на тренировка, карайки го да показва агресия."

### Закон за забранените породи
Стафордширският бултериер често е обект на забрани по цял свят като част от „бул енд териер“ семейството. Англия, Австралия и Нова Зеландия правят ясно разграничаване на Стафордширския бултериер и Американския питбул териер и това е отразено в закона „Breed Specific Legislation“ (закон за забранените породи).

## История
Преди XIX век „кървавите спортове“ като „bull baiting“ (хапене на бик), „bear baiting“ (хапене на мечка) and „cock fighting“ (бой с петел/и) стават нещо обичайно. Биковете карани на пазара били изправяни срещу кучета както за забавление на зрителите, така и за омекотяване на месото. Кучетата били пускани срещу мечки, бикове и други животни, като битките били организирани както за кралски особи, така и за обикновени граждани. Първите „бул енд териери“ не се славили с особено привлекателен вид както е днес, тъй като били селекционирани спрямо характера на „игрите“. Пусканието на кучето в дупка с мечка или бик било тест за неговата сила и издръжливост. Тези ранни „бул енд териери“ създават генетичен фонд от който се появяват Стафордширският бултериер, Английският бултериер, Американският питбул териер и Американският стафордширски териер.
През 1835 г. „кървавите спортове“ били официално забранени в Британия. Оттогава кучешките боеве станали по-евтини за организиране, отколкото тези между тях и бикове или мечки, като организаторите налагали противопоставянето на куче с куче. Кучешките боеве били използвани както за залагания, така и за тестване и усъвършенстване на породата. В продължение на десетилетия след това нелегалните кучешки боеве имали своето място сред средите на работническата класа в Америка и Обединеното кралство. Кучетата били пускани в яма (pit) и това, което надделеело, било припознавано като победител (шампион). Качества като смелост и решителност били високо ценени, а на кучетата, които се отказвали от битката, им се лепвал етикет „curs“ (псе, мастия). Важно е да се знае, че по време на битката като секунданти се изявявали съдията и двамата собственици и се държало кучетата да се отнасят с доверие към човека и агресивно към другото куче.
|  |  | Здравейте! Искам лично да Ви благодаря за редакциите в Уикипедия. Енциклопедията има нужда точно от хора като Вас! Надявам се, че ще продължите и в бъдеще да обогатявате по такъв чудесен начин свободното и общодостъпно познание на родния ни език. Още веднъж най-сърдечни благодарности – и не забравяйте също, че винаги можете да се регистрирате. |

IMM (беседа) 12:01, 17 април 2017 (UTC)